# Näsbergstjärnen, Dalarna
Näsbergstjärnen är en sjö i Vansbro kommun i Dalarna och ingår i Dalälvens huvudavrinningsområde.